# 苹果族
苹果族（Maleae，错误地被称作Pyreae）是蔷薇科的一族。该族包括许多具有有重要商业意义的果实（例如苹果和梨）以及作为观赏植物种植的植物。较早的分类法将该组中的一些植物分类为山楂族（Crataegeae）    和榅桲组（Cydonia group）（暂定位置）， 也有些属曾被放置在皂皮树科（Quillajaceae）中。 
该族植物都是灌木和小树。大多数有梨果（这种附果在其他蔷薇科植物中不存在）。除了檀梅属（Vauquelinia）（有 15 条染色体）之外，其他所有蔷薇科植物的基础单倍染色体数均为17条，而不是其他蔷薇科的7、8或 9条。 
全球范围内，该族约有28个属，包含约1100个物种，其中大多数物种出现在北温带。

## 命名法
《国际藻类、真菌和植物命名法规》 （第19条）规定包括苹果属但不包括蔷薇属或李属的族级别的群体使用名称Maleae。 

## 当前的分类

### 该族的核心成员
传统上苹果族包括以下属：    
- 唐棣属（Amelanchier）
- 白花楸属（Aria，见花楸属）
- 涩石楠属（Chaenomeles）
- 木瓜海棠属（Chaenomeles）
- 矮棠属（Chamaemeles）
- 红花楸属（Chamaemespilus，见Sorbus chamaemespilus）
- 棠楸属 （Cormus，见花楸属）
- 榲桲属（Cydonia）
- 牛筋条属（Dichotomanthes）
- 栘𣐿属（Docynia）
- 花楸海棠属（Docyniopsis）
- 枇杷属（Eriobotrya）
- 枫棠属（Eriolobus）
- 夜棠属（Hesperomeles）
- 柳石楠属（Heteromeles）
- 假唐棣属（Malacomeles）
- 苹果属（Malus）
- 小石积属（Osteomeles）
- 榴棠属（Peraphyllum）
- 石楠属（Photinia）
- 木瓜属 （Pseudocydonia）
- 梨属（Pyrus）
- 石斑木属（Rhaphiolepis）
- 花楸属（Sorbus）
- 红果树属
- 驱疝木属 (Torminalis，见Sorbus torminalis )

属间杂种：  
- ×Amelasorbus
- ×Malosorbus
- ×Sorbaronia
- ×Sorbopyrus

嫁接杂种： +Pyrocydonia

### 山楂族
最近的分类处理中，苹果族包括了以下属，这些属较早时被分离为山楂族（或作为族间杂种）： 
- 栒子属（Cotoneaster）
- 山楂属（Crataegus）
- 欧楂属（Mespilus）
- 火棘属（Pyracantha）

属间（包括族间）杂种： 
- ×Crataemespilus
- ×Crataegosorbus
- ×Sorbocotoneaster

嫁接杂种：
- +Crataegomespilus

### 皂皮树科的前成员
下列属曾属于蔷薇科皂皮树族或皂皮树科。他们的果实是干蒴果，而不是梨果。
- Kageneckia
- Vauquelinia
- Lindleya

## 榅桲组
类苹果蔷薇科植物（Maloid Rosaceae）中的榅桲组是对拥有梨果的属的初步分组。这个组的植物中，每个心皮有许多胚珠（而不仅仅是两个）。 涉及的属是：
- 榲桲属（Cydonia）
- 木瓜海棠属（Chaenomeles）
- 栘𣐿属（Docynia）
- 木瓜属（Pseudocydonia）

目前尚不清楚该组在苹果族内是否是单系的。分子数据表明榲桲属和木瓜属之间有密切关系。 桐梅属（一种没有梨果的属）也拥有多个胚珠的心皮。 叶绿体DNA分析，显示榲桲属和牛筋条属（一种不带梨果的属）之间的密切关系，但核DNA分析却没有显示。 